# Gasthaus Schönmühl

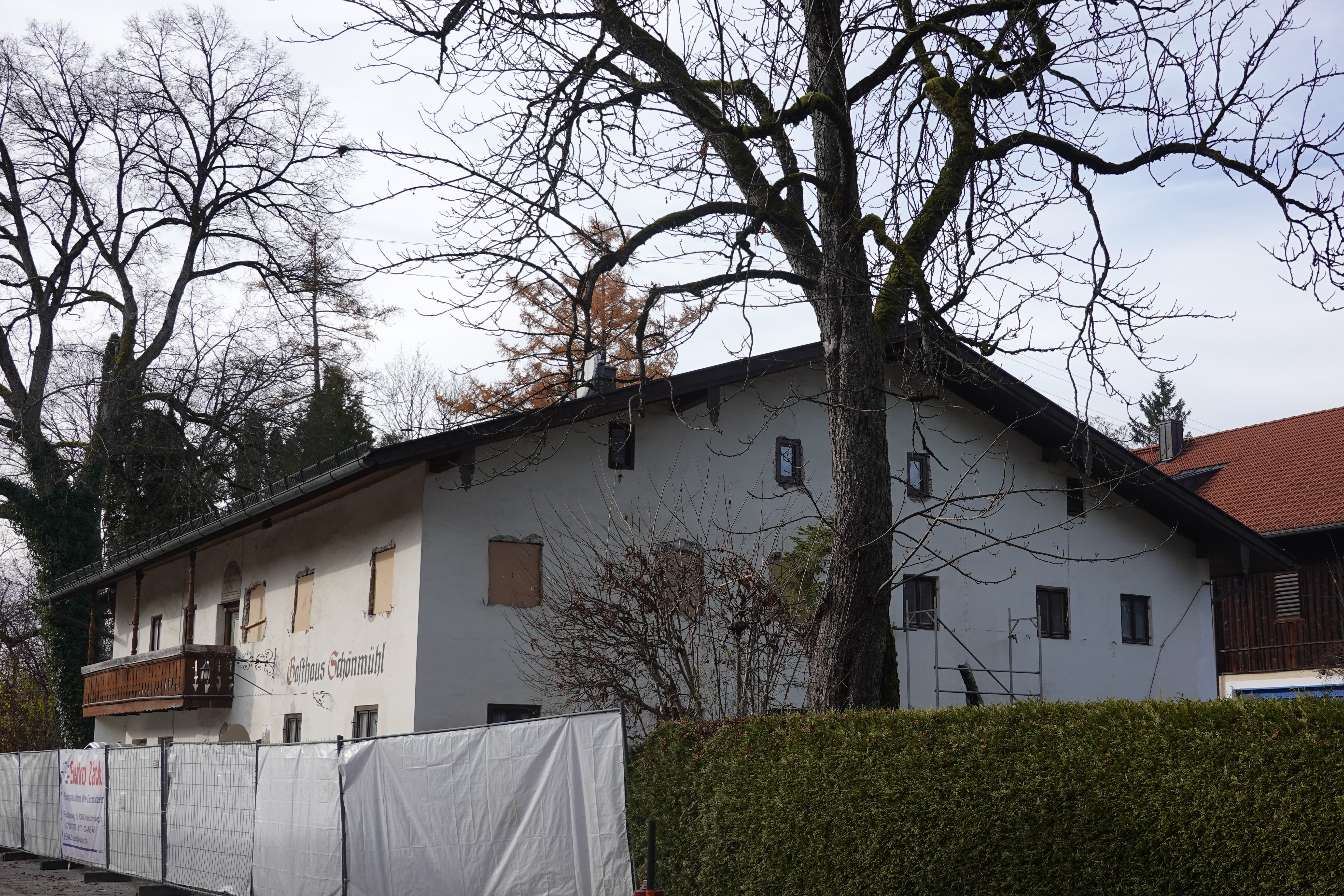
Gasthaus Schönmühl während der Renovierung, 2021

Das Gasthaus Schönmühl ist ein Gasthaus im Penzberger Stadtteil Schönmühl. Die Anschrift lautet Schönmühl 1.
Der zweigeschossige verputzte Traufseitbau mit Flachsatteldach ist mit der Jahreszahl „1737“ bezeichnet, stammt im Kern jedoch aus dem 15. Jahrhundert. Das Gasthaus und der Wohnteil des ehemaligen Einfirsthofes stehen unter Denkmalschutz.
Die Tafernwirtschaft in Schönmühl wurde ursprünglich vom dort ansässigen Müller betrieben. Mühle und Tafernwirtschaft gehörten schon sehr früh zum Kloster Benediktbeuern. Der heute noch bestehende Steinbau zeugt vom Reichtum des Müllers, denn er stammt aus einer Zeit, in der die meisten Höfe in der Gegend aus Holz erbaut wurden.
Mit dem Aufkommen der Flößerei auf der Loisach florierte das Gasthaus. In den 1990er-Jahren wurde Schönmühl zum Ziel der Münchner Schickeria. Ende 2019 wurde die Gaststätte, die zwischen 1937 und 1946 der Politiker Anton Prandl gepachtet hatte, geschlossen.
Nach aufwendigen Renovierungsarbeiten öffnete das Gasthaus am 6. Juli 2023 unter neuen Pächtern wieder.
Das Gebäude diente auch als Filmkulisse, unter anderem für Hölleisengretl (1994) und Josef Bierbichlers Zwei Herren im Anzug (2018).